# Мохамед Дауд Кан
Мохамед Дауд Кан (на пущунски: سردار محمد داود خان) е виден афганистански благородник, генерал, политик и държавник, убит като държавен глава.
Член на кралското семейство, след 10 години управление като министър-председател той сваля монархията на първия си братовчед крал Мохамед Захир Шах (1973) и обявява страната за република, като става отново министър-председател и едновременно държавен глава на Република Афганистан. Убит е през 1978 г. в резултат на Априлската революция, водена от комунистическата Народна демократична партия на Афганистан (НДП). Известен е с активната си политика, усилията си за разширяване на правата на жените, своя пущунски национализъм и инициирането на 2 петгодишни плана за модернизация на страната, които увеличават работната сила с около 50 %.

## Биография

### Ранен живот
Дауд е роден като сердар (аналог на княз, принц) в Кабул. Той е най-големият син на дипломата принц Мохамед Азиз Кан (1877 – 1933), по-възрастен полубрат на крал Мохамед Надир Шах, и съпругата му Хуршид Бегум. Той губи баща си при покушение в Берлин през 1933 г., където баща му е посланик на Афганистан в Германия. След това той и брат му Наим Кан (1911 – 1978) попадат под грижите на своя чичо принц Хашим Кан (1884 – 1953). Обучаван във Франция, той е 2 пъти губернатор на Източната провинция (през 1934 – 1935 г. и 1938 – 1939 г.) и е губернатор на провинция Кандахар от 1935 до 1938 г.
През 1939 г. Дауд Кан е повишен до генерал-лейтенант и командващ на важния армейски корпус на Кабул до 1946 г. От 1946 до 1948 г. той е министър на войната, а след това министър на вътрешните работи от 1949 до 1951 г. През 1948 г. е посланик на Афганистан във Франция. През 1951 г. той е повишен в генерал и служи като командващ на Централния корпус на афганистанските въоръжени сили в Кабул от 1951 до 1953 г.

### Министър-председател
Дауд е назначен за министър-председател през септември 1953 г. чрез ненасилствено преразпределяне на властта в рамките на семейството. Неговото 10-годишно управление се отличава с външната си политика, ориентирана към СССР, завършването на проекта „Долина Хелманд“, който радикално подобрява условията на живот в югозападната част на Афганистан, както и предполагаеми стъпки към еманципация на жените.
Със създаването на независим Пакистан през август 1947 г. конфликтната линия Дюранд с британските колониалисти е наследен от тази страна и от Афганистан. Дауд подкрепя националистическото обединение на пакистанските пущуни с Афганистан, но това означава да се отдели значителна част от територията от новата държава. Този ход допълнително обезпокоява населението на Афганистан, различно от пущунското, като малцинствата таджики и узбеки подозират, че намерението на Дауд Кан е да увеличи непропорционалното задържане на политическата власт. Започват гранични схватки с Пакистан през 1949 г.
През 1960 г. Дауд изпраща войска в проблемната линия на Дюранд в опит да манипулира събитията в тази област и да повдигне въпроса за пущуните, но афганистанските сили са отблъснати от пакистанските племена. През този период пропагандната война в Афганистан, проведена по радиото, е безмилостна.
През 1961 г., в резултат на политиката на Дауд и подкрепата на милициите в районите по линията Дюранд, Пакистан затваря границите си с Афганистан, а той прескъсва връзките, причинявайки икономическа криза и по-голяма зависимост от СССР, който става основния търговски партньор на Афганистан. В рамките на няколко месеца СССР изпраща в Афганистан реактивни самолети, танкове, тежка и лека артилерия, на силно намалена цена от 25 милиона долара.
Кризата е решена с принудителната оставка на Дауд Кан през март 1963 г. и повторното отваряне на границата през май същата година Пакистан продължава да подозира афганистански намерения, а политиката на Дауд оставя негативно впечатление в очите на много таджики, които смятат, че са лишени от права заради пущунския национализъм.
През 1964 г. крал Захир Шах въвежда нова конституция, като за пръв път изключва всички членове на кралското семейство от правителството. Дауд вече не е премиер. Освен че е министър-председател, той също е министър на войната до 1963 г.

### Държавен глава
На 17 юли 1973 г. Дауд завзема властта от своя братовчед (и зет) крал Захир в безкръвен преврат. Излизайки от традицията и за пръв път в афганистанската история Дауд не се обявява за монарх, а вместо монархията създава република, като става отново министър-председател и едновременно държавен глава, заставайки начело на новия висш държавен орган, наречен Централен комитет на Република Афганистан. През октомври 1973 г. Мохамад Хашим Маюанвал, бивш министър-председател и високоуважаван бивш дипломат, арестуван по време на преврата, умира в затвора. Дауд лично се извинява за неговия арест.
През 1974 г. Дауд подписва икономически пакт, който позволява на Афганистан да има много по-способни въоръжени сили поради нарастващите опасения, че афганистанските сили изостават в развитието си в сравнение с тези на съседите Иран и Пакистан.
До 1975 г. пакистанският министър-председател Зулифар Али Бхуто чрез своето разузнаване между отделните служби започва да насърчава военна намеса в Афганистан.
Демократичната конституция на крал Захир Шах с избраните членове и разделянето на властта е заменена от известната Лоя Джирга („Голямо събрание“). Нова конституция, подкрепена от Лоя джирга, е приета през февруари 1977 г., но не успява да задоволи всички политически фракции.
През 1976 г. под натиск на Народната демократическа партия в Афганистан Дауд заема по-силна позиция по въпроса за пущуните и насърчава война в Пакистан. В резултат споразуменията за търговия и транзит с Пакистан са сериозно засегнати. Скоро след като армията и полицията на Дауд се изправят срещу растящото ислямско фундаменталистко движение, лидерите на движението бягат в Пакистан. Там те са подкрепени от министър-председателя Бхуто и насърчавани да продължат борбата срещу Дауд, който обаче успешно потиска движението. През 1978 г., когато Дауд популяризира новата си външнополитическа доктрина, той стига до колебливо споразумение с Бхуто за разрешаването на проблема.
През 1977 г. Дауд Кан представя нова конституция на парламента. Той също започва да смекчава социалистическата си политика. През 1978 г. има разрив с НДП. Дауд се опитва да се дистанцира от комунистическите елементи в рамките на преврата. Загрижен е заради многото комунисти в неговото правителство и нарастващата зависимост на Афганистан от Съветския съюз. Тези ходове са силно критикувани от Москва, която се страхува, че Афганистан скоро ще се доближи до Запада, особено до Съединените щати.
Дауд иска да намали зависимостта на страната от Съветския съюз и се опитва да прокара нова външна политика. Той отива в Египет, Индия, Саудитска Арабия и Иран за помощ. Изненадващо не подновява плановете за пущуните. Отношенията с Пакистан се подобряват благодарение на намесата на САЩ и Иран.
На следващата година Дауд създава своя собствена политическа партия – Националната революционна партия, която се превръща в център на всяка политическа дейност. През януари 1977 г. Лоя Джирга одобрява конституцията за създаване на президентска еднопартийна система на управление. Дауд е избран отново за държавен глава, този път на длъжност президент.

### Отношения със СССР
Президентът Дауд се среща с Леонид Брежнев на официално посещение в Москва от 12 до 15 април 1977 г. Дауд иска лична среща със съветския лидер, за да обсъди с него увеличения модел на съветските действия в Афганистан. По-специално обсъжда засиления съветски опит да се обединят двете фракции на афганистанските комунистически партии Парчам и Халк. Брежнев казва, че афганистанското несъгласие е толкова важно за СССР и е от съществено значение за насърчаването на мира в Азия, но го предупреждава за присъствието на експерти от държави от НАТО в Северен Афганистан. Дауд категорично отговаря, че Афганистан ще остане свободен и че Съветският съюз никога няма да има право да диктува как страната трябва да бъде управлявана.
След завръщането си в Афганистан Дауд прави планове правителството му да свие отношенията си със Съветския съюз и вместо това да изгради по-тесни контакти със Запада, както и с богатите на нефт Саудитска Арабия и Иран. Афганистан подписва с Египет договор за военно сътрудничество и афганистанските военни и полицейски сили се обучават от египетските въоръжени сили. Това разгневява Съветския съюз, защото Египет поема същия път през 1974 г. и се дистанцира от Съветите.

### Комунистически преврат
На погребението на Мир Акбар Кхбер, известен идеолог на Парчам, водач на комунистите в Афганистан, убит на 19 април 1978 г., около 1000 до 3000 души се събират, за да чуят речи от лидери на НДП, като Нур Мухамад Тараки, Хафизула Амин и Бабрак Кармал.
Шокиран от тази демонстрация на комунистическо единство, Дауд разпорежда арестуването на лидерите на НДП, но той реагира твърде бавно. Отнема му цяла седмица, за да арестува Тараки, Кармал успява да избяга в СССР, а Амин е само под домашен арест. Според документите на ЗПАД Амин дава пълни заповеди за преврата от дома си, докато е под въоръжена охрана, използвайки семейството си за пратеници.
Армията е вдигната на оръжие на 26 април поради предполагаем антиислямски преврат. На 27 април 1978 г. започва държавен преврат с военни действия във военната база на международното летище Кабул, бавно се разраства през следващите 24 часа, докато бунтовниците се борят с части, верни на Дауд Кан във и около столицата. Някои смятат, че пакистанският премиер Бхуто проправя пътя за революцията, като принуждава Дауд да разпръсне афганистанските въоръжени сили из провинцията. (Самият Бхуто е обесен през април 1979 г.)

### Смърт
Дауд и по-голямата част от семейството му са убити по време на преврата от членове на НДП в бившия кралски дворец на 28 април 1978 г. Неговата смърт не е обявена публично след преврата. Вместо това новото правителство заявява, че президентът Дауд „е подал оставка поради здравословни причини“. (През 1979 г. Тараки е убит от Амин, който на свой ред е убит от КГБ, а Кармал умира през 1996 г. в Москва).
На 28 юни 2008 г. останките на президента Дауд и семейството му са намерени в 2 отделни масови гроба в област Пул-е-Чарки, на 12 км от Кабул. Първоначалните доклади показват, че 16 трупа са в единия гроб, а още 12 са в другия. На 4 декември 2008 г. афганистанското министерство на здравеопазването съобщава, че Дауд е идентифициран на базата на зъбни проби и малък златен Коран, намерен близо до костите. Коранът е подарък, който той е получил от краля на Саудитска Арабия На 17 март 2009 г. Дауд Кан получава държавно погребение..